# Saraland (Alabama)
Saraland é uma cidade localizada no estado americano de Alabama, no Condado de Mobile.

## Demografia
Segundo o censo americano de 2000, a sua população era de 12.288 habitantes.
Em 2006, foi estimada uma população de 12.771, um aumento de 483 (3.9%).

## Geografia
De acordo com o United States Census Bureau, a localidade tem uma área de 57,0 km², dos quais 56,7 km² cobertos por terra e 0,3 km² cobertos por água.

## Localidades na vizinhança
O diagrama seguinte representa as localidades num raio de 24 km ao redor de Saraland.